# Ruth Leuwerik
Ruth Leuwerik, född 23 april 1924 i Essen, Tyska riket, död 12 januari 2016 i München, Tyskland, var en tysk skådespelare. Leuwerik hade ett flertal huvudroller i tysk film under 1950-talet och 1960-talet, ofta regisserad av Wolfgang Liebeneiner.

## Filmografi, urval
- 1952 – Pappa behöver en fru
- 1954 – Hans okända modell
- 1956 – Flykten västerut
- 1957 – Fröken går i ringen
- 1959 – Dorothea Angermann
- 1959 – Die ideale Frau
- 1960 – Liebling der Götter
- 1979 – Die Buddenbrooks (TV-serie)